# Baria
Baria fou un estat tributari protegit de l'agència de Rewa Kantha (fins al 1825 a l'agència de l'Índia Central) a la regió de Gujarat, presidència de Bombai.

## Geografia
La superfície era de 325 km². La població el 1881 de 66.882 habitants ((495 pobles) i el 1901 era de 81.579 habitants (483 pobles). Limitava a l'est i oest amb el districte de Panch Mahals, al nord els principats de Sanjeli i Sunth i al sud amb el principat de Chota Udaipur. Era un territori muntanyós a l'est i sud i pla a l'oest. La capital era Baria, a uns 80 km al nord-est de Baroda 22° 44′ N, 73° 56′ E / 22.733°N,73.933°E amb una població de 3.110 habitants el 1881 i 3.717 el 1901, situada just al centre del principal a 1 km del riu Panam en un angle entre dos línies de muntanyes del qual el tercer costat estava defensat per una muralla construïda per Raja Prithviraj, ciutat que tenia força importància al final del segle XVIII com a pas per la ruta Gujarat-Malwa; es pagaven drets de duana a les seves portes; entre les muntanyes Deogarh i la plana hi havia el fort de Bariya amb fortes muralles i al cim de les muntanyes la deïtat tutelar de la casa regnant; fou fundada per Dungar Singh tres generacions després de la caiguda de Campaner quan buscava un lloc per establir la seva nova capital, en un lloc on s'havia produït un prodigi religiós a un llenyataire bhil; l'indret fou anomenat Deogarh (Fort de Déu); el raja visitava el lloc de la deïtat tutelar cada 12 anys.
Estava dividit en set subdivisions:
- Randhikpur
- Dudhia
- Umaria
- Haveli
- Kakadkhila
- Sagtala
- Rajgad.

## Història
Estava governat per chauhans rajputs que segons la tradició foren expulsats cap al sud pels musulmans el 1244 i havien ocupat Campaner on van governar fins a la derrota de Muhammad Begara el 1484 i el sobirà, Rawal Patai, es va haver de retirar a les parts més inhòspites del seu domini; la família es va dividir en dues branques, la dels rages de Chota Udaipur, i la dels rages de Baria.
Els rages de Baria van signar el tractat de protectorat amb els britànics el 1803 quan el sobirà local va ajudar els anglesos en les operacions contra el maratha Sindhia; els britànics van finançar un destacament anomenat Baria Bhils. El títol oficial dels sobirans era maharawal de Deogarh Baria i pagaven un tribut de 933 lliures. El 1881 no tenien sanad per adoptar però ja en disposaven el 1901. El sobirà tenia dret a salutació de 9 canonades. Del 1866 al 1875 l'estat va estar sota control d'un oficial britànic durant la minoria del sobirà.

## Bandera
La bandera era rectangular, dividida en quatre franges horitzontals iguals, la de damunt vermella, la següent blanca, la següent vermella i la de sota blanca.

## Llista de sobirans
- Raja Mansinhji fins a 1720
- Interregne 1720-1732
- Raja Prithivraj 1732-?
- Raja Rayadharji
- Raja Gangdasji
- Raja Gambhirsimhji
- Raja Dhiratsimhji
- Raja Sahibsimhji
- Raja Jashwantsinhji vers 1803
- Raja Gangadasji Jashwantsinhji ?-1819, married and had issue. He died August 1819.
- Raja Bhimsinhji Gangadasji 1819-1820 (fill)
- Raja Prithviraj Gangadasji 1820-1864 (germà)
- Maharawal Shri Mansinhji Prithviraji 1864-1908 (fill, + 25 de febrer de 1908)
- Maharawal Sir Shri RAanjitsinhji Mansinhji 1908-1949 (fill + 7 de setembre de 1949)